# Leeman Bennett
Leeman Bennett (* 20. Juni 1938 in Paducah, Kentucky) ist ein ehemaliger US-amerikanischer Footballtrainer. Er war insgesamt acht Jahre Head Coach in der National Football League (NFL).

## Frühe Jahre
Bennett studierte auf der University of Kentucky, wo er bis 1961 auch drei Jahre für das Collegefootballteam als Quarterback und als Defensive Back spielte.

## Anfang der Trainerkarriere
Nach seinem Abschluss heuerte er auf der University of Kentucky als Assistenztrainer an. In den folgenden Jahren war er für die University of Pittsburgh, die University of Cincinnati und die United States Naval Academy für verschiedene Trainerpositionen tätig.
Am 31. Januar 2020 wurde er in die University of Kentucky Hall of Fame aufgenommen.

## NFL

### St. Louis Cardinals
Am 7. Februar 1969 unterzeichnete er einen Vertrag bei den St. Louis Cardinals, wo er von nun an als Runningback-Coach arbeitete.

### Detroit Lions
Nach zwei Jahren bei den Cardinals wurde er Assistenzcoach bei den Detroit Lions.

### Los Angeles Rams
Im Januar 1973 wurde er Wide-Receiver-Coach bei den Los Angeles Rams. In seiner ersten Saison bei den Rams erreichte er mit den Rams das NFC-Championship-Spiel, welches jedoch mit 7:37 gegen die Dallas Cowboys verloren ging.

### Atlanta Falcons
Am 3. Februar 1977 wurde er Head Coach bei den Atlanta Falcons. In seiner ersten Saison bei den Falcons stellte das Team einen NFL-Rekord auf, indem es in 14 Spielen nur 129 Punkte zuließen, jedoch verpasste man den Einzug in die Playoffs, was aber ein Jahr später gelang. Im Wild-Card-Spiel konnte man sich gegen die Philadelphia Eagles durchsetzen. Auf Grund einer Niederlage im darauffolgenden Spiel gegen die Dallas Cowboys erreichte die Falcons nicht den Super Bowl. Zwei Jahre Später, in der Saison 1980 gewannen die Falcons das erste Mal ihre Division (zwölf Siege, zwei Niederlagen). Im ersten Playoffspiel verlor man jedoch abermals gegen die Dallas Cowboys. In der NFL 1982 zog er erneut mit den Falcons in die Playoffs ein. Gegen die Minnesota Vikings verlor man dann aber 24:30. Am 14. Januar 1983 wurde er entlassen. Er konnte in seinen sechs Jahren für die Falcons 46 Siege (41 Niederlagen) einfahren.

### Tampa Bay Buccaneers
Zur nächsten Saison wurde er Head Coach bei den Tampa Bay Buccaneers. Nach zwei Saisons mit jeweils nur zwei Siegen wurde er wieder entlassen.

## Nach der Trainerkarriere
Bennett war Mitbegründer der First National Bank in Johns Creek, Georgia, und später war er auch dort Bankdirektor.